# Erik de Bruin
Erik de Bruin (Países Bajos, 25 de mayo de 1963) fue un atleta neerlandés, especializado en la prueba de lanzamiento de disco en la que llegó a ser subcampeón mundial en 1991.

## Carrera deportiva
En el Mundial de Tokio 1991 ganó la medalla de plata en el lanzamiento de disco, con una marca de 65.82 metros, quedando en el podio tras el alemán Lars Riedel y por delante del húngaro Attila Horváth.